# Feroculus feroculus
Feroculus feroculus är ett däggdjur i familjen näbbmöss och den enda arten i sitt släkte. Arten lever endemisk på Sri Lanka.

## Beskrivning
Den korta mjuka pälsen har en svart till svartgrå grundfärg. De främre fötterna är vita och bär långa klor. Däremot har de ljusgråa bakfötterna korta klor. Svansen bär en blandning av korta fina hår och grova borstlika hår. Vuxna individer når en kroppslängd mellan 106 och 118 mm och därtill kommer en 56 till 73 mm lång svans. Vikten är cirka 35 gram.
Djuret vistas bara i Sri Lankas centrala högland, 1 800 till 2 400 meter över havet. Habitatet utgörs av skogar med tät undervegetation. Annars är nästan ingenting känt om levnadssättet. På grund av klorna antas att arten delvis lever underjordisk.
Arten upptäcktes vid mitten av 1800-talet nära staden staden Nuwara Eliya. I samma region upptäcktes några år senare en annan näbbmus, Solisorex pearsoni. Hittills iakttogs bara tio eller några fler individer av F. feroculus.
IUCN listar F. feroculus på grund av habitatförlust som starkt hotad (endangered).